# Кастильо, Эдерсон
Эдерсон Эдвин Кастильо Айови (исп. Ederson Edwin Castillo Ayoví; родился 10 декабря 2008, Гуаякиль, Эквадор) — эквадорский футболист, опорный полузащитник клуба «ЛДУ Кито».

## Клубная карьера
Воспитанник клуба «ЛДУ Кито», в августе 2024 года впервые попал в заявку команды на матч Серии A против «Аукас», однако на поле не появился. 1 декабря 2024 года дебютировал за «ЛДУ Кито», выйдя на замену в матче чемпионата Эквадора против клуба «Депортиво Куэнка».

## Карьера в сборной
Выступал за сборные Эквадора до 15 и до 17 лет. В ноябре 2024 года был вызван в главную сборную страны для участия в тренировочных сборах.